# Bataille de Haw's Shop

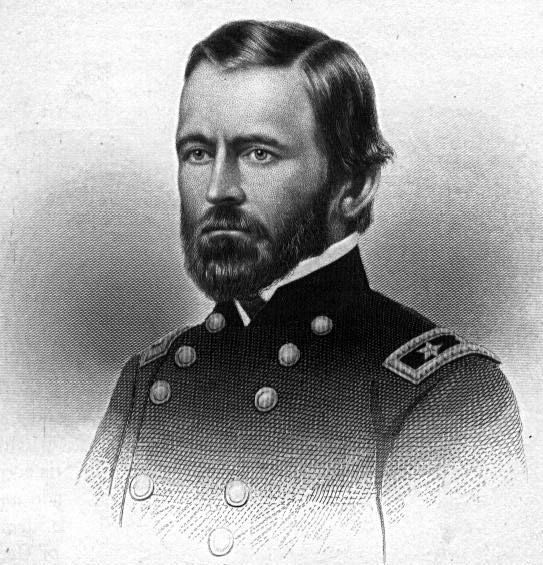
Ulysses Simpson Grant (1822-1885), général américain, chef d'état-major des troupes de l'Union lors de la Guerre de Sécession, et dix-huitième président des États-Unis d'Amérique.

La bataille de Haw's Shop (également appelée Hawe's Shop – orthographe historique – ou Enon Church), se déroule le 28 mai 1864 dans le comté de Hanover, en Virginie, dans le cadre de la campagne terrestre que mène le lieutenant-général Ulysses Grant de l’Union contre l’Armée de Virginie du Nord du général confédéré Robert Lee, pendant la guerre de Sécession.
C'est le deuxième engagement significatif de cavalerie au cours de la campagne 1864, et l'un des plus sanglants de la guerre.

## Contexte

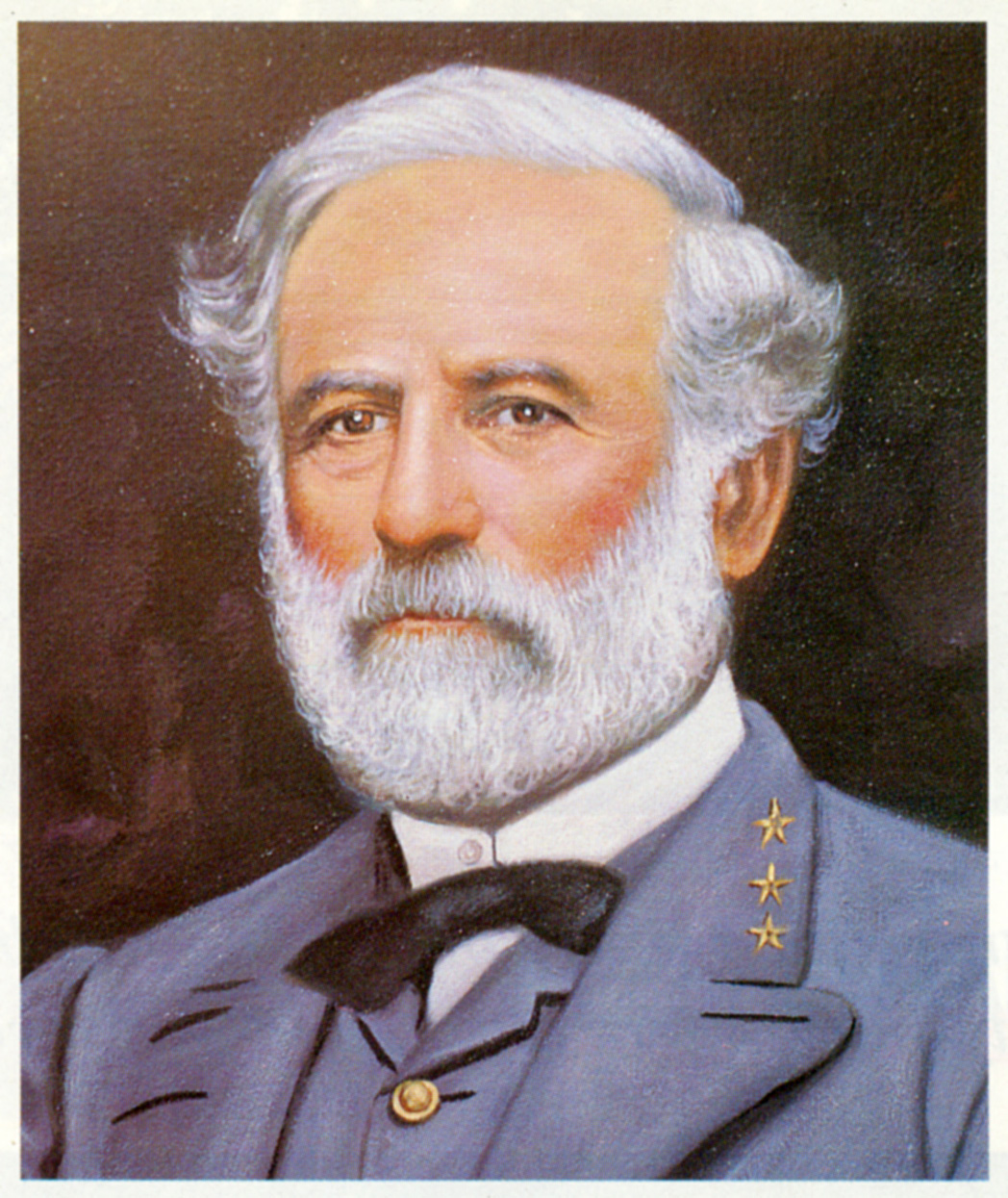
Robert Edward Lee (1807-1870, hostile à l'esclavage mais Virginien, il devint un stratège réputé de l'Armée des États confédérés.

Après que l’armée de Grant eut réussi à s’échapper du piège que Lee lui tendait à la bataille de North Anna, elle reprend son mouvement autour du flanc droit de l'armée de Lee, dans la continuité de la manœuvre qui caractérise la campagne de mai 1864. Lee donne l'ordre à son armée d’effectuer un repli de 19 km vers Atlee' Station, à moins de 15 km au nord de Richmond, la capitale des Confédérés, et à proximité du site où débuta la « bataille de Sept Jours » de 1862.

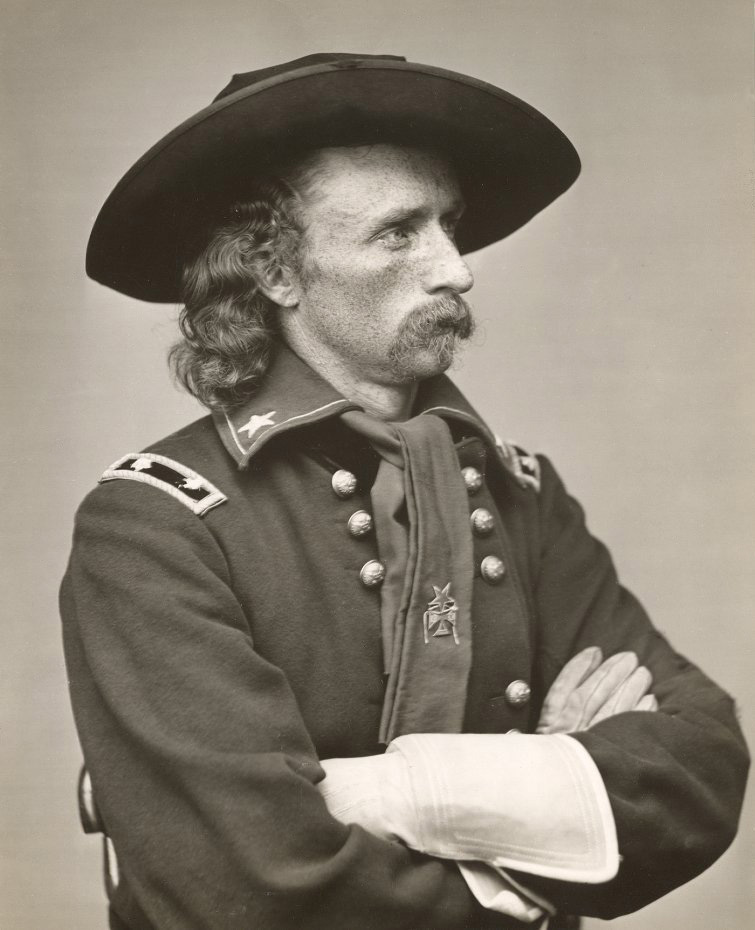
George Armstrong Custer (1839–1876)Custer est l'homme le plus capable de la cavalerie

Le 27 mai, la cavalerie de l’Union établit une tête de pont sur la rive sud de la Pamunkey River, près de Hanovertown Ford. La brigade de cavalerie du Michigan du brigadier-général George A. Custer disperse les troupes montées confédérées qui gardent le gué, et un régiment du Génie commence la construction d’un ponton. Le reste de la division de Torbert peut alors traverser la rivière, suivie de la division de cavalerie du major-général David McM. Gregg et d’une division d’infanterie de l’Union.
Lee sait que sa meilleure position défensive face à Grant est la petite crête sur la rive sud de Totopotomoy Creek, mais il n'est pas certain des plans de Grant. S’il prend cette position, et que Grant ne traverse pas en force la Pamunkey au gué d’Hanovertown, Grant peut accéder librement à Richmond en le contournant. Lee ordonne à la cavalerie du major-général Wade Hampton de faire une reconnaissance en force en passant au travers de l’écran de protection de la cavalerie de l’Union afin de localiser l’infanterie de Grant.

## Bataille

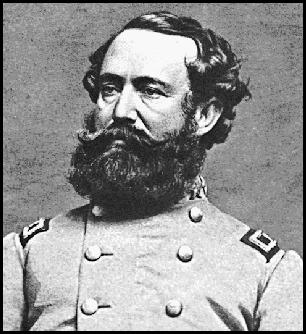
Wade Hampton III (1818–1902) commandant de cavalerie confédérée, il devint plus tard gouverneur, puis sénateur de la Caroline du Sud.

Le 28 mai, Hampton s’avance avec trois brigades de cavalerie formées de vétérans, une batterie d’artillerie à cheval, et trois régiments d’infanterie montée composés de fraîches recrues de Caroline du Sud. Comme un nombre croissant de troupes de Grant a traversé le ponton qui enjambe dorénavant la Pamunkey, Gregg conduit sa division de cavalerie sonder l'ouest de Hanovertown, à la recherche de Lee. La division de Torbert commence à s’avancer le long de Crump's Creek en direction du siège du comté à Hanover. À trois miles à l'ouest de Hanovertown, et à un mile d’un magasin de ferronnerie appelé Haw's Shop, Gregg tombe sur la troupe de Hampton à Enon Church. Les cavaliers confédérés ont démonté dans une zone boisée derrière un marais, et érigé à la hâte des barricades faites de billes de bois et de rails, alors qu'ils sont bien couverts par leur artillerie. Le brigadier-général Henry E. Davies Jr., de la division de Gregg déploie des postes avancés depuis la position du Xe de cavalerie de New York jusqu'au front de Hampton. Hampton se serait alors exclamé : « Nous avons les Yankees où nous les voulons, maintenant. » Gregg se voit dans l’impossibilité de contourner la position tenue par Hampton, en raison d'un ruisseau au nord, et d’un étang à moulin au sud, et se retrouve forcé à mener un assaut frontal sur une position défensive malgré son infériorité numérique.
Les Confédérés accueillent la charge des troupes de l’Union par un feu nourri, tuant ou blessant 256 hommes. L’infanterie montée de Caroline du Sud est équipée de fusils Enfield qui surpassent en portée les carabines de la cavalerie fédérale. Alors que Davis s’avance au cœur des combats, son sabre est brisé par une balle Minié et la queue de son cheval arrachée par une autre balle. La réponse des troupes de l’Union est également sévère, les hommes sont équipés de carabines à répétition Spencer à sept coups. Un soldat de Pennsylvanie a estimé que les 200 hommes de son unité ont tiré 18 000 cartouches. Leurs carabines chauffaient tellement que les hommes devaient s’arrêter de tirer de temps en temps pour les laisser refroidir.

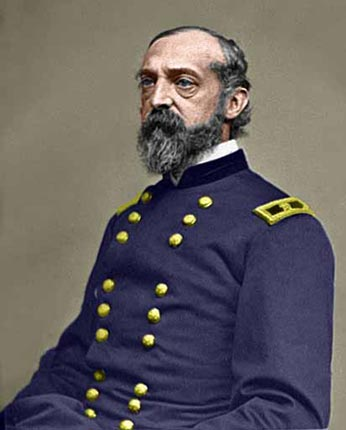
George Gordon Meade (1815–1872), le vainqueur de Gettysburg.

Alors que la première attaque de Gregg arrive à un point mort, et que l’attaque de sa deuxième brigade sous le commandement de J. Irvin Gregg ne parvient pas à déloger les Confédérés, les hommes de Hampton quittent l’abri de leur position et s’engagent dans une série de contre attaques. Gregg envoie une demande de renforts à Sheridan, qui lui détache deux brigades de la division de Torbert. Plusieurs troupes d’infanterie sont alors à proximité, mais le major-général George G. Meade refuse d’envoyer les deux brigades requises par Sheridan. Les brigades de Torbert, sous le commandement du brigadier-général Wesley Merritt, étendent la ligne de front de Gregg vers la droite, contrecarrant la tentative de contournement de Hampton. Sheridan jette également la brigade de Custer dans la bataille, pointant du doigt les Confédérés, il lui commande : « Custer, je veux que tu ailles là-bas et que tu envoies ces types en enfer ! »
À cause du terrain très boisé, Custer doit faire démonter les hommes de sa brigade, et les déployer en une longue ligne de bataille sur deux rangs, comme s’ils étaient des fantassins. Toutefois, Custer entraîne ses hommes en restant sur son cheval et les conduit vers l'avant, agitant son chapeau, en plein sous les yeux de l'ennemi. Certaines troupes d’infanterie de Caroline du Sud, relativement inexpérimentées, confondent un changement de position des troupes de l’Union avec une retraite, et se lancent à leur poursuite, pour tomber directement au milieu de la charge des hommes de Custer, qui en capture 80. Quarante et un cavaliers de l'Union tombent au cours de cette attaque, tout comme le cheval de Custer, mais leur charge enthousiaste provoque la retraite de Hampton et de sa troupe. Une autre raison de cette retraite est que Hampton venait de recevoir, de la part de prisonniers, des renseignements sur l’emplacement de deux Corps d’armée de l’Union, ce qui impliquait qu’il avait accomplit sa mission de reconnaissance avec succès.

## Conséquences

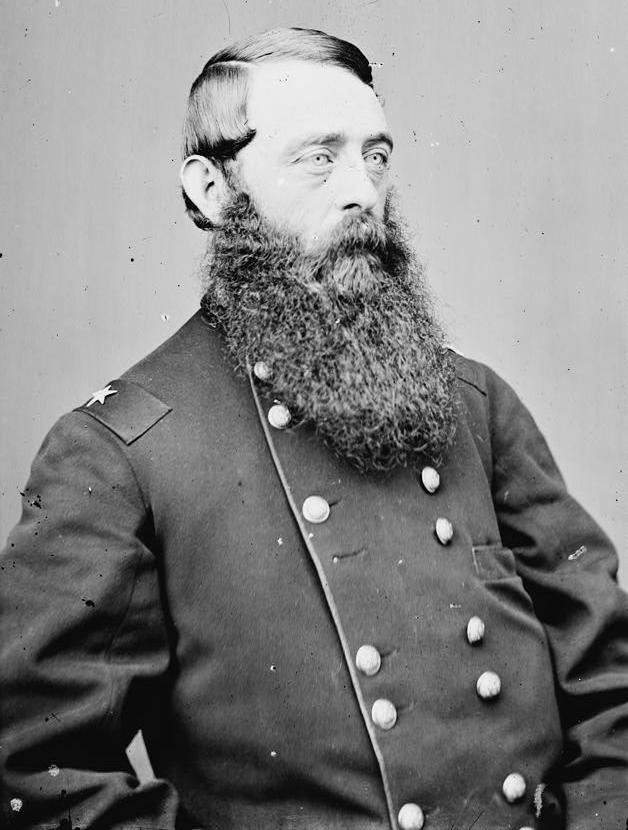
Général David McMurtrie Gregg (1833–1916).

La bataille de Haw's Shop dura plus de sept heures et fut la bataille de cavalerie la plus sanglante depuis Brandy Station en 1863. Les pertes de l’Union furent de 256 hommes dans la division de Gregg et de 41 cavaliers dans la brigade de Custer, y compris le soldat John Huff, le cavalier de la Ve du Michigan qui avait abattu J.E.B. Stuart à la bataille de Yellow Tavern. Du côté confédéré, les pertes n’ont jamais été officiellement établies, mais les rapports de l’Union estiment qu’ils durent brûler les corps de 187 cavaliers ennemis après la bataille, soigner de 40 à 50 blessés et capturer 80 combattants de la Caroline du Sud. Gregg rendit hommage aux Confédérés « qui résistèrent avec un courage et un héroïsme sans égal ». Il écrivit plus tard que cette bataille « a toujours été considéré par la deuxième division comme l'une de ses plus rudes ».
Les Confédérés se retirant, la bataille fut techniquement gagnée par l'Union, mais à un coût élevé. Hampton retarda l’avancée de l'Union pendant sept heures et le général Lee reçut les précieux renseignements qu'il avait demandés. Cette information lui permit de déplacer l’Armée de Virginie du Nord sur une nouvelle position stratégique à Cold Harbor.